# Liste des députés d'Eure-et-Loir
La liste des députés d'Eure-et-Loir recense par ordre chronologique, depuis la Révolution française, les députés élus par le département d'Eure-et-Loir à l'Assemblée nationale .

## Révolution française (1789-1799)

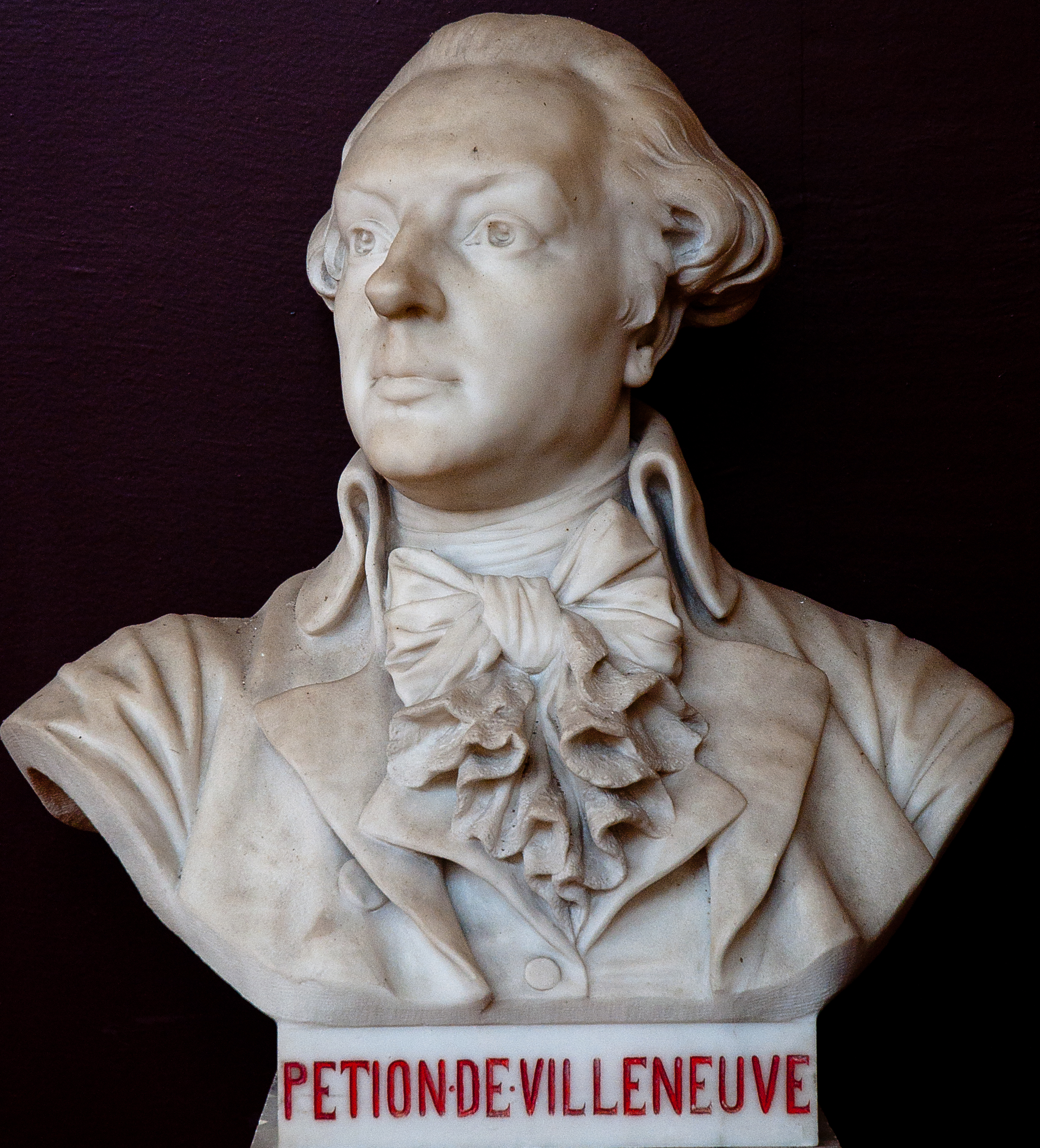
Jérôme Pétion de Villeneuve, salle du serment du Jeu de paume - Versailles.

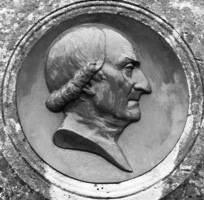
Claude-Adrien Jumentier.

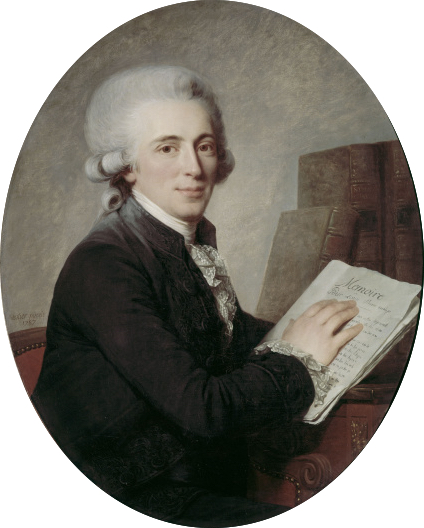
Antoine Omer Talon.

### États généraux et Assemblée constituante (1789-1791)
Le département d'Eure-et-Loir n'ayant été créé que le 4 mars 1790, les représentants aux États généraux (5 mai - 27 juin 1789), puis à l'Assemblée nationale constituante (17 juin 1789 - 30 septembre 1791), étaient en 1789 les représentants du bailliage de Chartres, dépendant de la généralité d'Orléans, et du bailliage de Châteauneuf-en-Thymerais, dépendant de la généralité d'Alençon.

#### Bailliage de Chartres

##### Députés
Bailliage principal sans secondaire (4 députés).
- Clergé : Jean-Baptiste-Joseph de Lubersac, évêque de Chartres[2].
- Noblesse : Charles-Philippe-Simon de Montboissier-Beaufort-Canillac (baron de), maréchal de camp, chevalier de Saint-Louis, ancien mestre-de-camp lieutenant-commandant du régiment d'Orléans-dragons[3]. Démissionnaire, il est remplacé par son suppléant Antoine Omer Talon, marquis du Boullay et de Tremblay-le-Vicomte[4].
- Tiers état :
  - Jérôme Pétion de Villeneuve, avocat, subdélégué de l'intendant d'Orléans, à Chartres[5].
  - Pierre-Étienne-Nicolas Bouvet-Jourdan, négociant à Chartres, grand juge-consul en exercice[6].

##### Suppléants
- Clergé : Claude-Adrien Jumentier, curé de Saint-Hilaire de Chartres[7].
- Noblesse : Antoine Omer Talon, chevalier, marquis de Boullay-Thierry, vicomte héréditaire de Nogent-le-Roi, conseiller au parlement de Paris (deuxième chambre des enquêtes)[4].
- Tiers état :
  - Michel-Claude Horeau , avocat au parlement.[réf. souhaitée]
  - Louis Le Tellier, avocat et échevin.[réf. souhaitée]

#### Bailliage de Châteauneuf-en-Thymerais

##### Députés
Bailliage principal sans secondaire (4 députés).
- Clergé : Nicolas-Jean-René Texier, chanoine de Chartres[8].
- Noblesse : Boniface de Castellane, colonel du régiment de chasseurs à cheval du Hainaut[9].
- Tiers état :
  - Marin-Gabriel-Louis-François Périer, ancien notaire à Paris[10].
  - Rémy Claye, laboureur au Boullay-Thierry[11].

##### Suppléants
- Clergé : Jean-Baptiste-Prosper Roberge, curé de Mattanvilliers, près Brezolles[réf. souhaitée].
- Noblesse : Antoine-Charles-Anne Tardieu Maleissye (marquis de), maréchal de camp, seigneur de Fontaine-les-Ribouts[réf. souhaitée].
- Tiers état :
  - Nicolas-Michel Canuel, maître de forges à Dampierre, près Châteauneuf[réf. souhaitée].
  - Thomas François Tillionbois de Valleuil, avocat en parlement, demeurant à Brezolles[12].

### Assemblée nationale législative (1791-1792)

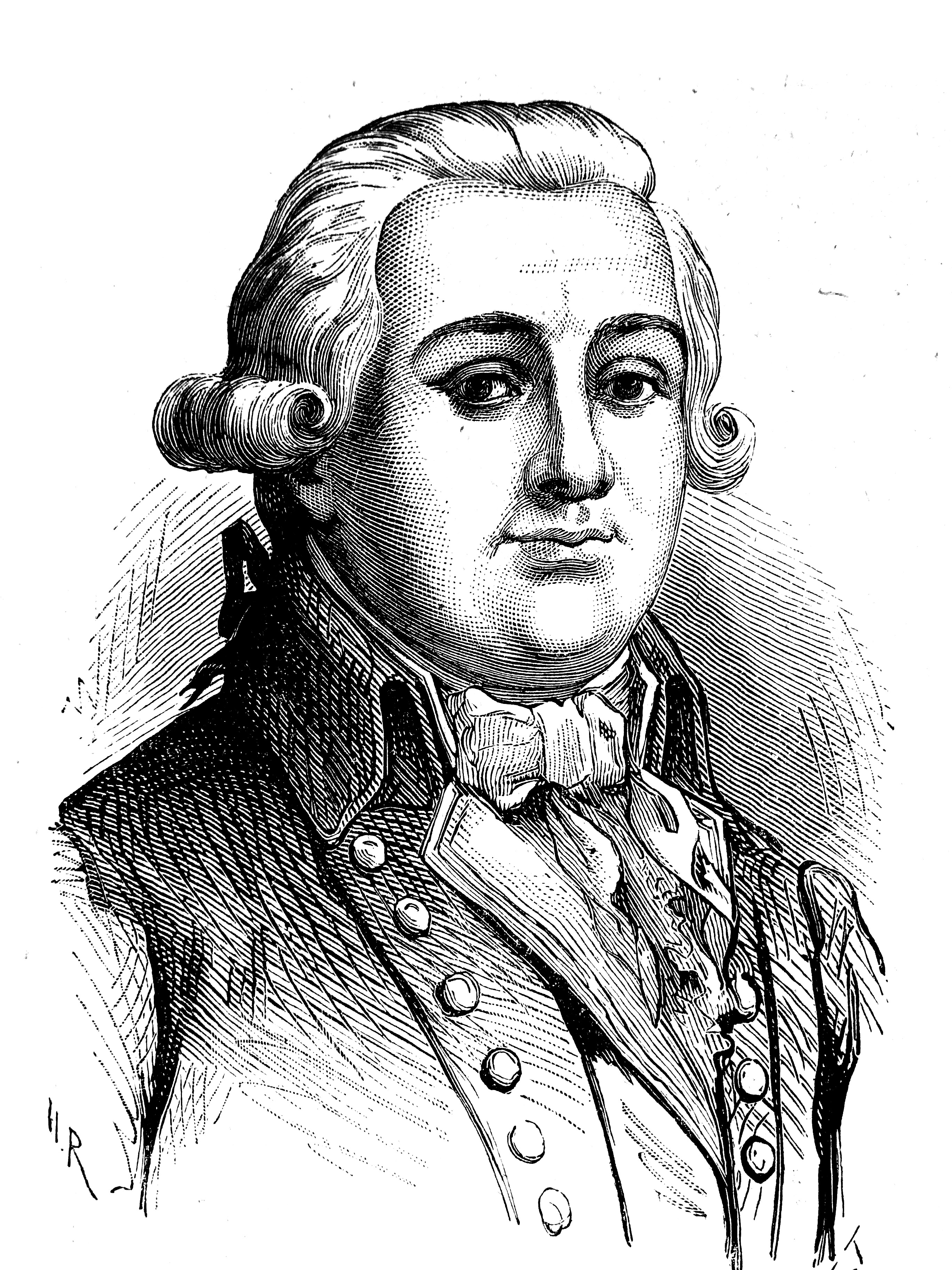
« Lacroix d'Eure-et-Loir »

Le département d'Eure-et-Loir élit à l'Assemblée nationale législative 9 députés et 3 suppléants.

#### Députés
1. Alexandre-Claude Bellier du Chesnay, ancien maire de Chartres[13], remplacé par Jean-Jacques Doussain[14], laboureur à Flacey.
2. Étienne Claye, laboureur au Bû, district de Dreux, administrateur du département[15].
3. Thomas François Tillionbois de Valleuil, homme de loi à Brezolles, membre du conseil du département[12].
4. Louis Jean-Baptiste Boucher, homme de loi à Bonneval, administrateur du directoire du département[16].
5. Jacques Charles Giroust, juge au tribunal du district de Nogent-le-Rotrou[17].
6. Louis Thomas Antoine Amy, président du tribunal du district de Janville[18].
7. Jean-François Delacroix, membre de la Cour de cassation[19].
8. Jean René Lefebvre, homme de loi, vice-procureur-général-syndic du département[20].
9. René Marie Maximilien Léopold de Stabenrath, homme de loi, vice-président du directoire du département[21].

#### Suppléants
1. Jean-Jacques Doussain, laboureur à Flacey, district de Châteaudun[14].
2. Coubré-Saint-Loup, officier municipal à Chartres[22].
3. Charles François Brice Champigenau, procureur-syndic du district de Janville[22].

### Convention nationale (1792-1795)

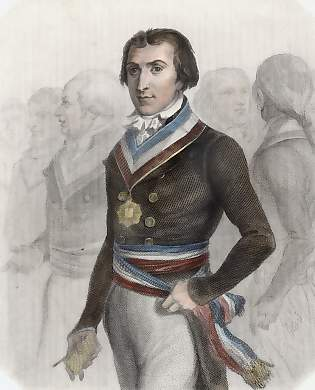
Brissot de Warville

Le département d'Eure-et-Loir élit à la Convention nationale 9 députés et 3 suppléants.

#### Députés
1. Jean-François Delacroix, ancien député à la Législative, membre du tribunal de cassation[19]. Il est condamné à mort le 16 germinal an II (5 avril 1794) et remplacé par Deronzières le 22 fructidor an II (8 septembre 1794).
2. Jacques Pierre Brissot, publiciste, rédacteur du Patriote Français, ancien député à la Législative. Élu dans trois départements, il opte pour celui d'Eure-et-Loir[23]. Guillotiné le 10 brumaire an II (31 octobre 1793), est remplacé par Claude Julien Maras le 23 nivôse an II (12 janvier 1794)[24].
3. Jérôme Pétion de Villeneuve, ancien Constituant, maire de Paris. Il est déclaré démissionnaire le 15 juillet 1793 et meurt à Saint-Émilion le 18 juin 1794[5]. Il est remplacé dès le 14 juillet 1793 par Lonqüeue[25].
4. Jacques Charles Giroust, juge au tribunal de Nogent-le-Rotrou, ancien député à la Législative[17]. Il est exclu après le 31 mai 1793 et rappelé le 18 frimaire an III (8 décembre 1794).
5. Denis-Toussaint Lesage, président du tribunal de Chartres[26]. Exclu après le 31 mai 1793, il est rappelé le 18 frimaire an III (8 décembre 1794).
6. Jean-François Loiseau, juge de paix de Châteauneuf, Montagne[27].
7. Nicolas Bourgeois, médecin à Châteaudun[28].
8. Pierre Jacques Michel Chasles, prêtre, maire de Nogent-le-Rotrou[29],[Note 1]. Décrété d'accusation le 2 prairial an III (21 mai 1795), il est ensuite amnistié.
9. Jacques Frémanger, procureur syndic du district de Dreux, Gauche[30],[Note 1].

#### Suppléants
1. Louis Amand Deronzières, juge au tribunal de Janville. Remplace Delacroix le 22 fructidor an II (8 septembre 1794[31].
2. Claude Julien Maras, procureur de la commune de Chartres[24]. Remplace Brissot de Warville le 23 nivôse an II (12 janvier 1794).
3. Louis Lonqüeue, professeur[25],[Note 2]. Remplace Pétion de Villeneuve le 14 juillet 1793. Il meurt le 2 décembre 1794 et n'est pas remplacé, tous les suppléants d'Eure-et-Loir étant soit morts soit déjà entrés en fonction

### Conseil des Cinq-Cents (1795-1799)
Cinq députés sont élus au Conseil des Cinq-Cents. Par année d'élection :
- Jacques Charles Giroust, 1795-1797[17] ;
- Jean Alexandre Laboullaye de Fessanvilliers, 1797-1799, propriétaire, ancien officier[32] ;
- Lubin Denis Godard, 1798-1799, juge à Dreux, puis au tribunal d'appel d'Eure-et-Loir[33] ;
- Jérôme Guillard, 1798-1799, accusateur public puis commissaire du gouvernement près le tribunal criminel d'Eure-et-Loir[34] ;
- Claude Julien Maras, 1798-1799, procureur général syndic à Chartres, puis commissaire près l'administration centrale d'Eure-et-Loir[24].

## Consulat et Premier Empire (1800-1814)
Le Corps législatif du Consulat et du Premier Empire est élu par le Sénat. Le département d'Eure-et-Loir est représenté par six députés. Par date d'élection :
- Claude Julien Maras, du 25 décembre 1799 au 1er juillet 1803[24] ;
- Nicolas-Pierre Paillart, du 25 décembre 1799 au 1er juillet 1803[35] ;
- Étienne Jumentier, du 27 mars 1802 au 1er juillet 1807[36] ;
- Gilbert Julien Gabriel Rocquain-Devienne, du 28 juillet 1803 au  1er juillet 1807[37] ;
- Nicolas Cugnot d'Aubigny, du 18 février 1808 au 1er juillet 1813[38].
- Jacques Guillier de Souancé, du 18 février 1808 au 16 février 1812[39] ;

## 1reRestauration (1814-1815)
La chambre des députés est constituée le 4 juin 1814 par les membres du Corps législatif de l’Empire et compte alors 237 membres. Le 20 mars 1815, au début des Cent-Jours, elle est dissoute et remplacée en juin par une Chambre des représentants.
Aucun député d'Eure-et-Loir n'est en fonction après 1808 et le département n'est plus représenté jusqu'en 1815.

## Cent-Jours (1815)
Dates : 3 juin 1815 - 13 juillet 1815.
- Jacques Noël Rifaut, arrondissement de Chartres[40] ;
- Jean-Baptiste Guillaume Busson, arrondissement de Châteaudun[41] ;
- Antoine Desmousseaux de Givré, arrondissement de Dreux : il l'emporte par 40 voix sur 60 votants, contre 11 voix à M. Lacaze, propriétaire[42].
- François-Emmanuel-Judith-Louis Pinceloup de Morissure, arrondissement de Nogent-le-Rotrou[43] ;
- Jean-François, Marie Delaître, collège du département[44] ;
- Étienne Jumentier, collège du département[36].

## 2eRestauration (1815-1830)

### Irelégislature 1815-1816
Dates : 7 octobre 1815 - 5 septembre 1816.

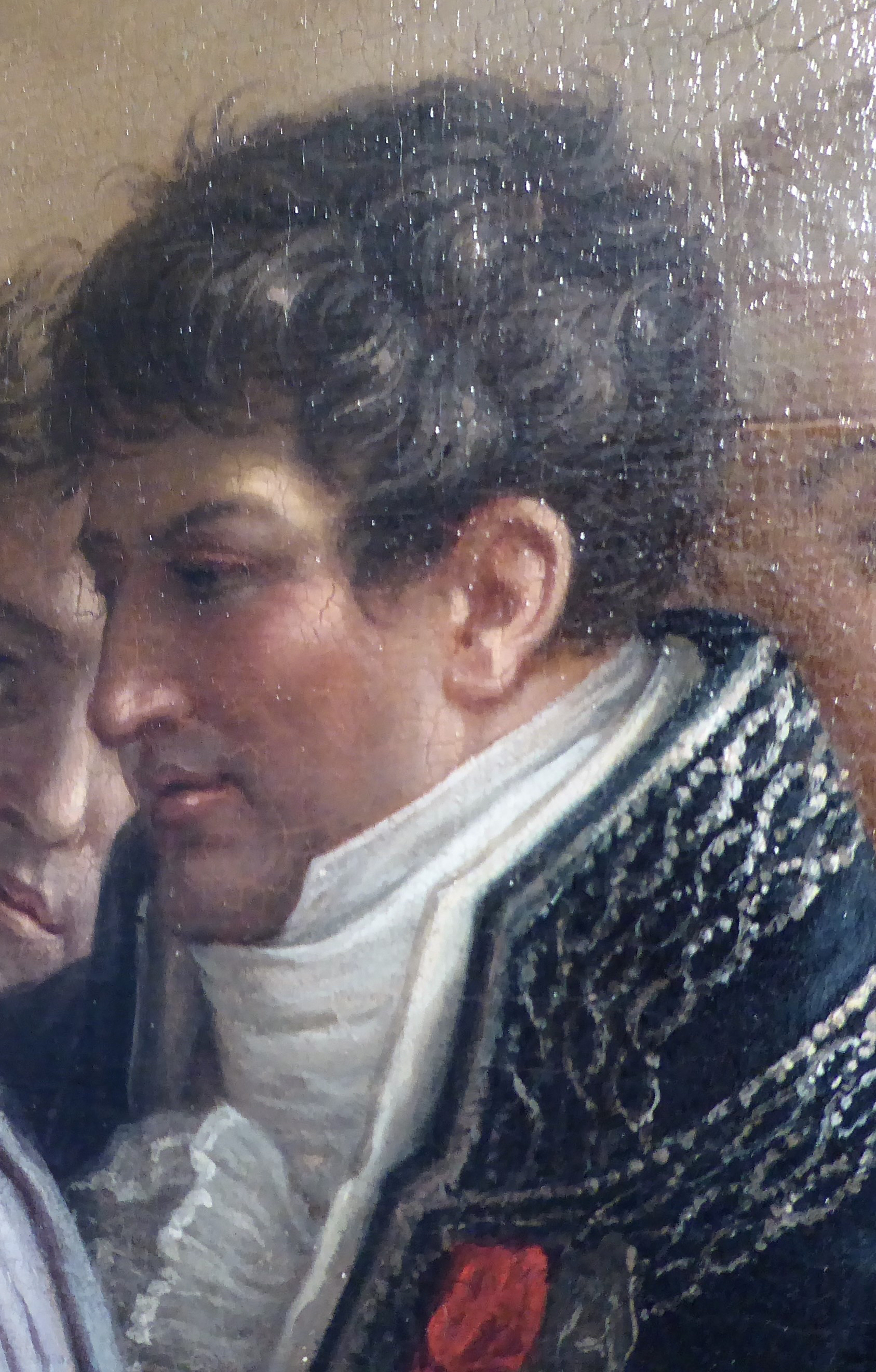
Nicolas-Pierre-Dominique Billard, 1826.

- Louis Dupont d'Englesqueville : majorité ministérielle (ultraroyaliste)[45] ;
- Nicolas-Pierre-Dominique Billard : majorité ministérielle (ultraroyaliste), maire de Chartres[46] ;
- François Ursin Durand de Pizieux : droite, propriétaire à Coudray-au-Perche[47] ;
- Édouard Charles Victurnien Colbert de Maulévrier : majorité ministérielle (ultraroyaliste)[48] ;

### IIelégislature 1816-1823

#### 1816-1819
Dates : 25 septembre et 4 octobre 1816
- Claude-René-César de Courtarvel, droite, élu du collège de département du 4 octobre 1816 au 17 juillet 1819[49] ;
- Jacques Caquet, propriétaire à Fontaine-Simon, droite/majorité ministérielle, élu du collège de département du 4 octobre 1816 au 17 juillet 1819[50] ;
- Jean-Baptiste Guillaume Busson, centre gauche, élu du collège de département du 11 septembre 1819 au 9 mai 1823[41] ;
- Joseph Delacroix-Frainville, bâtonnier du barreau de Paris, libéraux constitutionnels, du 11 septembre 1819 au 9 mai 1823[51].

#### 1820-1823
Dates : 4 et 13 novembre 1820
- Jean-Baptiste Guillaume Busson, centre gauche, élu du collège de département[41] ;
- Joseph Delacroix-Frainville, bâtonnier du barreau de Paris, libéraux constitutionnels[51].
- Claude-René-César de Courtarvel, droite, du 13 novembre 1820 au 9 mai 1823 élu du collège de département[49] ;
- Jacques Caquet, propriétaire à Fontaine-Simon, droite/majorité ministérielle, du 13 novembre 1820 au 9 mai 1823 élu du collège de département[50] ;

### IIIelégislature 1824-1827
Dates : 25 février et 6 mars 1824
- Jules de Courtarvel, 1er arrondissement (Chartres)[52] ;
- Charles-Adrien Le Chapellier de Grandmaison, 2e arrondissement (Nogent-le-Rotrou)[53] ;
- Charles Auguste du Bouëxic de Pinieux, collège de département[54] ;
- Étienne François Simonneau, procureur du roi à Chartres, collège de département[55].

### IVelégislature 1827-1830

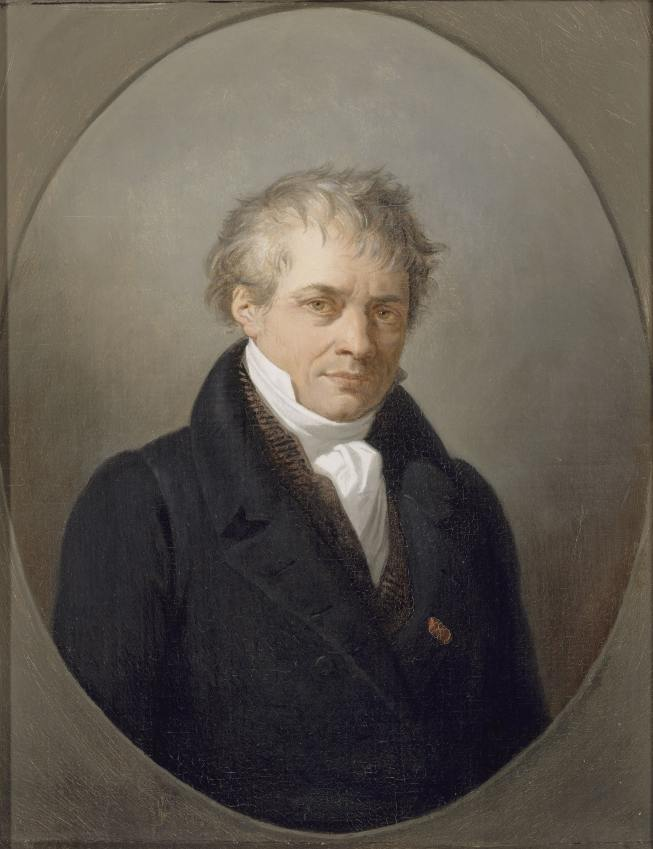
Firmin Didot par Charles Alexandre Debacq, 1823.

| Circonscription électorale           | Arrondissements administratifs | Dates des scrutins | Nom de l'élu                          | Qualité                                                                  | Voix | Votants | Inscrits | Commentaires                                                                                 |
| 1er arrondissement (Chartres)        | Châteaudun Chartres            | 17 novembre 1827   | Jean-Baptiste Guillaume Busson        | Avocat au Parlement, puis avoué licencié au tribunal civil de Châteaudun |      |         |          | Nombres de voix, de votants et d'inscrits non indiqués dans la base de l'Assemblée nationale |
| 2e arrondissement (Nogent-le-Rotrou) | Dreux Nogent-le-Rotrou         | 17 novembre 1827   | Firmin Didot                          | Imprimeur et littérateur                                                 | 236  | 350     | 438      |                                                                                              |
| Grand collège                        | Département                    | 24 novembre 1827   | Louis-René du Temple de Chevrigny     | Propriétaire                                                             | 152  | 211     | 242      |                                                                                              |
| Grand collège                        | Département                    | 24 novembre 1827   | Charles Auguste du Bouëxic de Pinieux | Propriétaire                                                             | 109  | 199     | 242      |                                                                                              |

## Monarchie de Juillet (1830-1848)

### IreLégislature (1830-1831)
Les élections des 12 et 19 juillet 1830 comptent 1 046 inscrits pour une population de 277 762 habitants (1831), soit moins de 1 %.
- Jean-Baptiste Guillaume Busson, élu dans le 1er arrondissement de Chartres est nommé sous-préfet[41] ; François-André Isambert, élu le 21 octobre 1830, lui succède[58] ;
- Firmin Didot, élu dans le 2e arrondissement de Nogent-le-Rotrou[56].
- Louis-René du Temple de Chevrigny, élu du collège de département[57] ;
- Anne Nicolas Alexandre Texier, majorité conservatrice, élu du collège de département[59] ;

### IIeLégislature (1831-1834)
Si le suffrage demeure censitaire, le corps électoral a été élargi (il faut désormais verser une contribution directe de 200 francs pour avoir accès au vote, contre 300 francs auparavant) portant le nombre d'électeurs inscrits d'Eure-et-Loir à 1 928, et celui de France à 166 583.
Par ailleurs, il est mis fin au système de double-vote qui permettait aux électeurs les plus fortunés de voter deux fois.
Date : 5 juillet 1831
| Circonscription               | Député                        | Nombre de votes | Nombre de votants | Nombre d'inscrits |
| ----------------------------- | ----------------------------- | --------------- | ----------------- | ----------------- |
| 1er collège : Chartres        | Adelphe Chasles               | 354             | 706               | 903               |
| 2e collège : Châteaudun       | Félix Raimbert-Sévin          | 136             | 253               | 358               |
| 3e collège : Dreux            | Firmin Didot                  | 308             | 375               | 449               |
| 4e collège : Nogent-le-Rotrou | Anne Nicolas Alexandre Texier | 100             | 187               | 218               |

### IIIeLégislature (1834-1837)

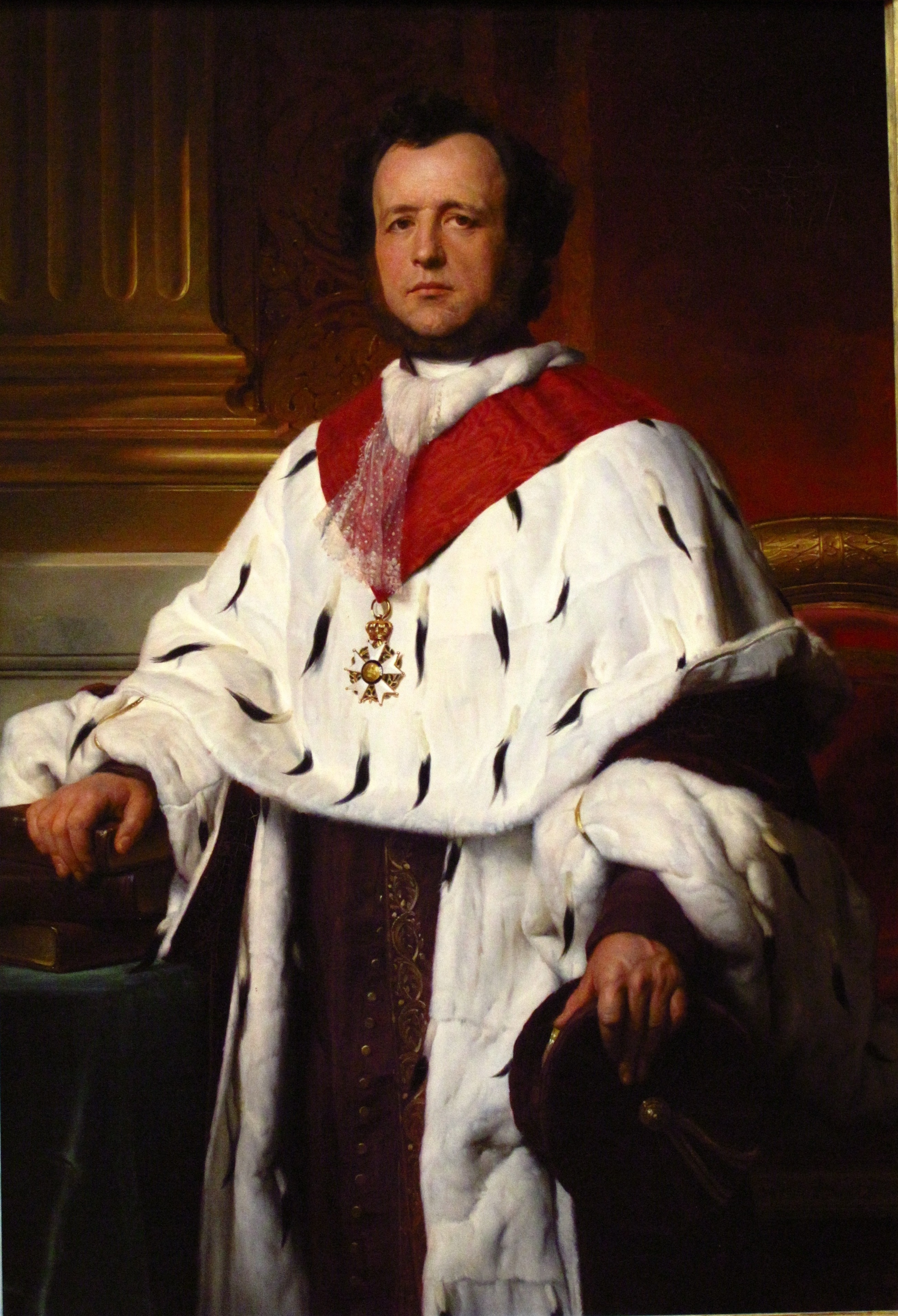
Narcisse-Achille de Salvandy.

| Circonscription               | Député                                                                                     | Nombre de votes | Nombre de votants | Nombre d'inscrits |
| ----------------------------- | ------------------------------------------------------------------------------------------ | --------------- | ----------------- | ----------------- |
| 1er collège : Chartres        | Adelphe Chasles                                                                            | 391             | 730               | 1012              |
| 2e collège : Châteaudun       | Félix Raimbert-Sévin (démissionnaire en 1837) Remplacé par Jules Raimbault-Courtin         | 156 87          | 240 104           | 369 n. c.         |
| 3e collège : Dreux            | Firmin Didot (décédé en 1836) Remplacé par Jean Méry Barre                                 | 209 n. c.       | 364 n. c.         | 467 n. c.         |
| 4e collège : Nogent-le-Rotrou | Jules Langlois d'Amilly (démissionnaire en 1837) Remplacé par Narcisse-Achille de Salvandy | 116 165         | 172 232           | 235 n. c.         |

N.B. : « n. c. », non communiqué.

### IVeLégislature (1837-1839)
| Circonscription               | Député                        | Nombre de votes | Nombre de votants | Nombre d'inscrits |
| ----------------------------- | ----------------------------- | --------------- | ----------------- | ----------------- |
| 1er collège : Chartres        | Adelphe Chasles               | 442             | 815               | 1130              |
| 2e collège : Châteaudun       | Jules Raimbault-Courtin       | 139             | 171               | 433               |
| 3e collège : Dreux            | Bernard Desmousseaux de Givré | 240             | 427               | 545               |
| 4e collège : Nogent-le-Rotrou | Narcisse-Achille de Salvandy  | 180             | 230               | 308               |

### VeLégislature (1839-1842)
| Circonscription               | Député                        | Nombre de votes | Nombre de votants | Nombre d'inscrits |
| ----------------------------- | ----------------------------- | --------------- | ----------------- | ----------------- |
| 1er collège : Chartres        | Adelphe Chasles               | n. c.           | n. c.             | n. c.             |
| 2e collège : Châteaudun       | Jules Raimbault-Courtin       | 215             | 344               | n. c.             |
| 3e collège : Dreux            | Bernard Desmousseaux de Givré | 248             | 451               | 548               |
| 4e collège : Nogent-le-Rotrou | Narcisse-Achille de Salvandy, | 155             | 272               | n. c.             |

N.B. : « n. c. », non communiqué.

### VIeLégislature (1842-1846)

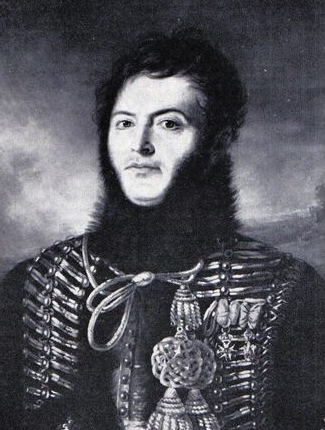
Jacques-Gervais Subervie.

| Circonscription               | Député                        | Nombre de votes | Nombre de votants | Nombre d'inscrits |
| ----------------------------- | ----------------------------- | --------------- | ----------------- | ----------------- |
| 1er collège : Chartres        | Adelphe Chasles               | 474             | 821               | 1159              |
| 2e collège : Châteaudun       | Jules Raimbault-Courtin       | 196             | 317               | 443               |
| 3e collège : Dreux            | Bernard Desmousseaux de Givré | 307             | 517               | 595               |
| 4e collège : Nogent-le-Rotrou | Jacques-Gervais Subervie,     | 161             | 308               | n. c.             |

N.B. : « n. c. », non communiqué.

### VIIeLégislature (1846-1848)
Le mode de scrutin employé est encore le suffrage censitaire et les votants, sur l'ensemble du territoire français, sont au nombre de 246 000.
| Circonscription               | Député                        | Nombre de votes | Nombre de votants | Nombre d'inscrits |
| ----------------------------- | ----------------------------- | --------------- | ----------------- | ----------------- |
| 1er collège : Chartres        | Adelphe Chasles               | 588             | 991               | 1294              |
| 2e collège : Châteaudun       | Jules Raimbault-Courtin       | 232             | 407               | 499               |
| 3e collège : Dreux            | Bernard Desmousseaux de Givré | n. c.           | n. c.             | n. c.             |
| 4e collège : Nogent-le-Rotrou | Jacques-Gervais Subervie      | 163             | 317               | 359               |

N.B. : « n. c. », non communiqué.

## IIeRépublique (1848-1852)
La IIe République institue le suffrage universel masculin.

### Assemblée nationale constituante (1848-1849)
L'Assemblée nationale constituante résulte des premières élections depuis 1792 à se dérouler au suffrage universel masculin. Par rapport au système censitaire, le nombre d'électeurs est multiplié par 40.

Ces élections ont lieu au scrutin majoritaire plurinominal dans le cadre du département et le vote a lieu au chef-lieu de canton.
L'Eure-et-Loir compte 87 002 inscrits et 72 675 votants, le taux de participation étant de 84 %.
| Rang | Député                     | Parti          | Nombre de voix | % des votants |
| ---- | -------------------------- | -------------- | -------------- | ------------- |
| 1    | Julien Marescal            | Centre         | 70 042         | 96 %          |
| 2    | Jules Raimbault-Courtin    | Droite         | 62 052         | 85 %          |
| 3    | Jacques-Gervais Subervie   | Gauche modérée | 58 565         | 81 %          |
| 4    | Antoine Auguste Barthélémy | Cavaignac      | 57 548         | 79 %          |
| 5    | Eugène Casimir Lebreton    | Droite         | 30 439         | 42 %          |
| 6    | Armand Trousseau           | Indépendant    | 24 804         | 34 %          |
| 7    | François-André Isambert    | Gauche         | 23 185         | 32 %          |

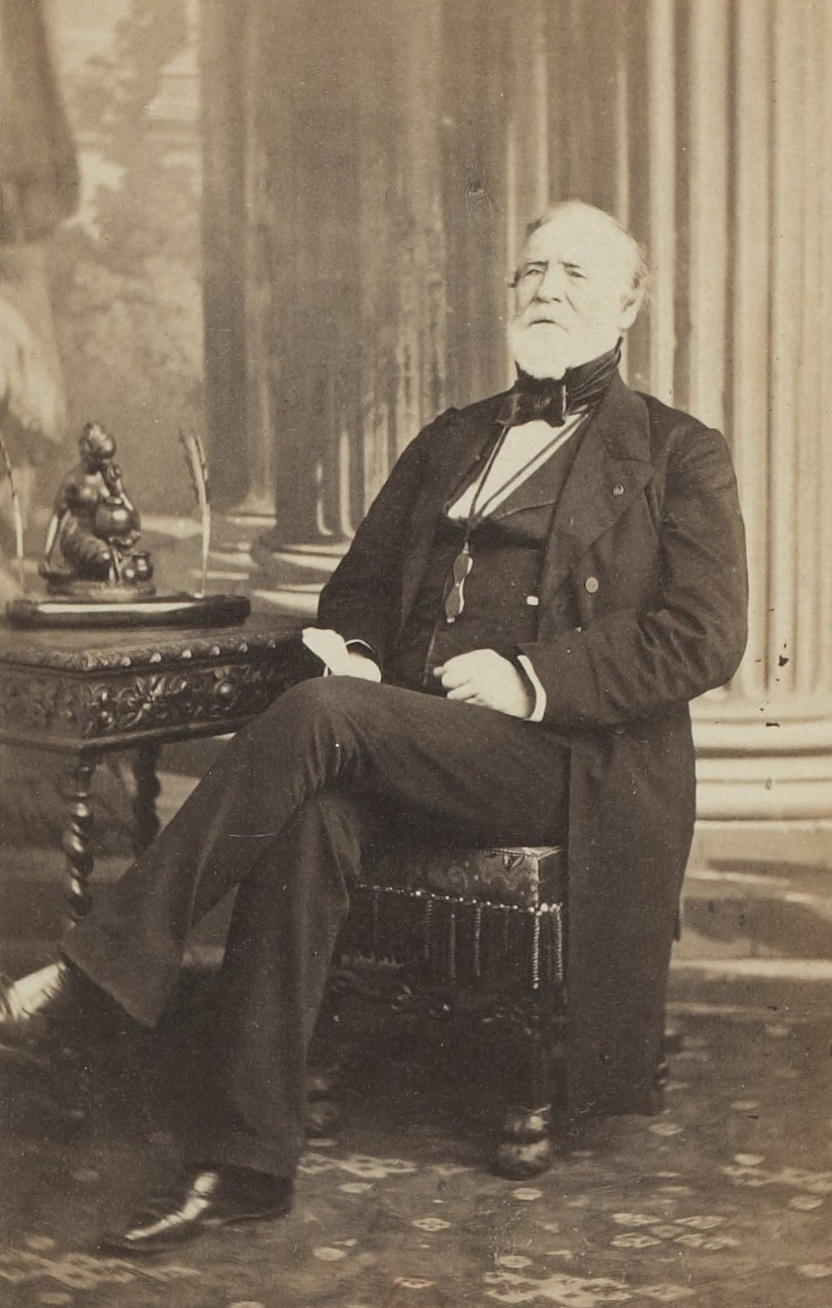
Eugène Casimir Lebreton.
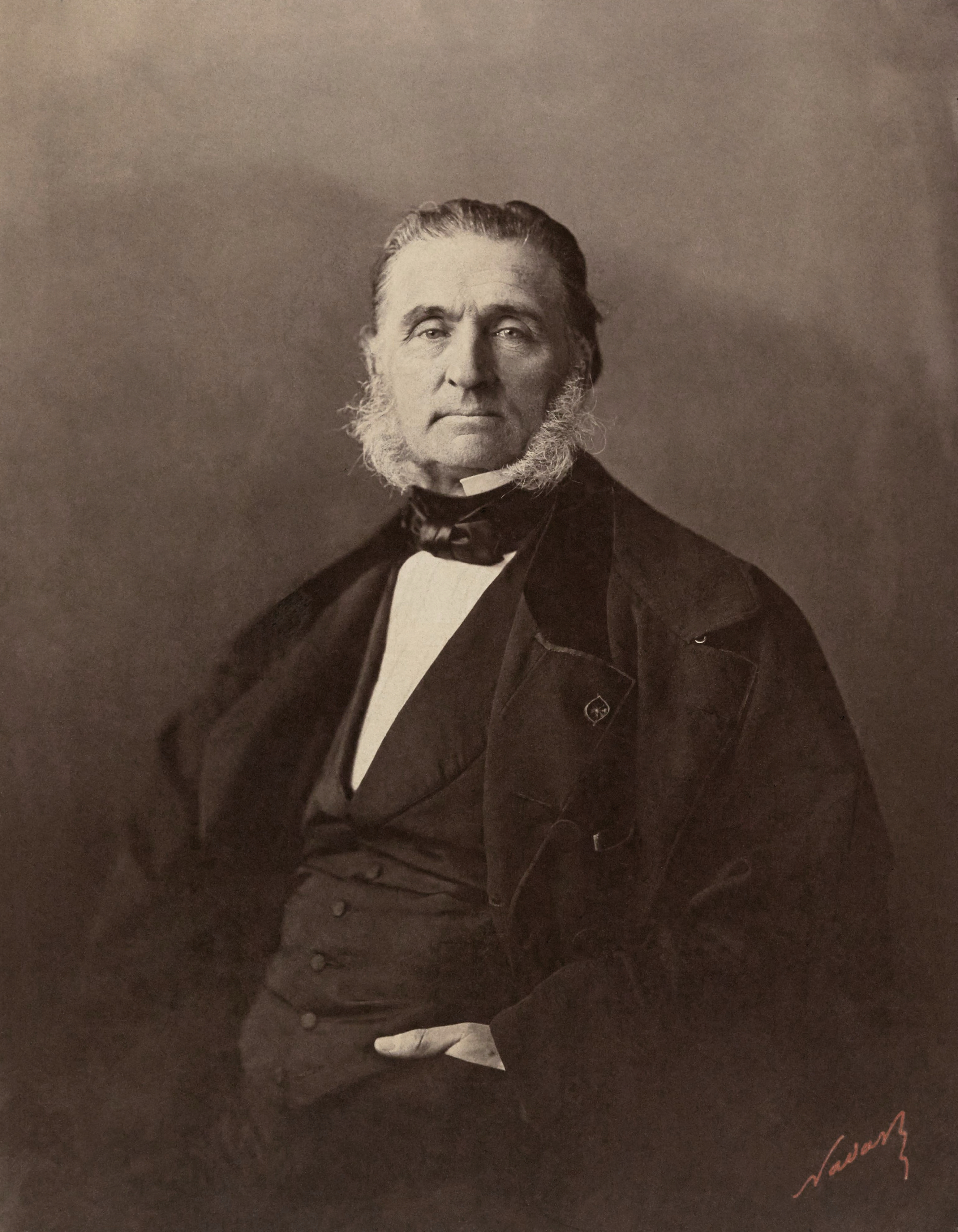
Armand Trousseau par Nadar.
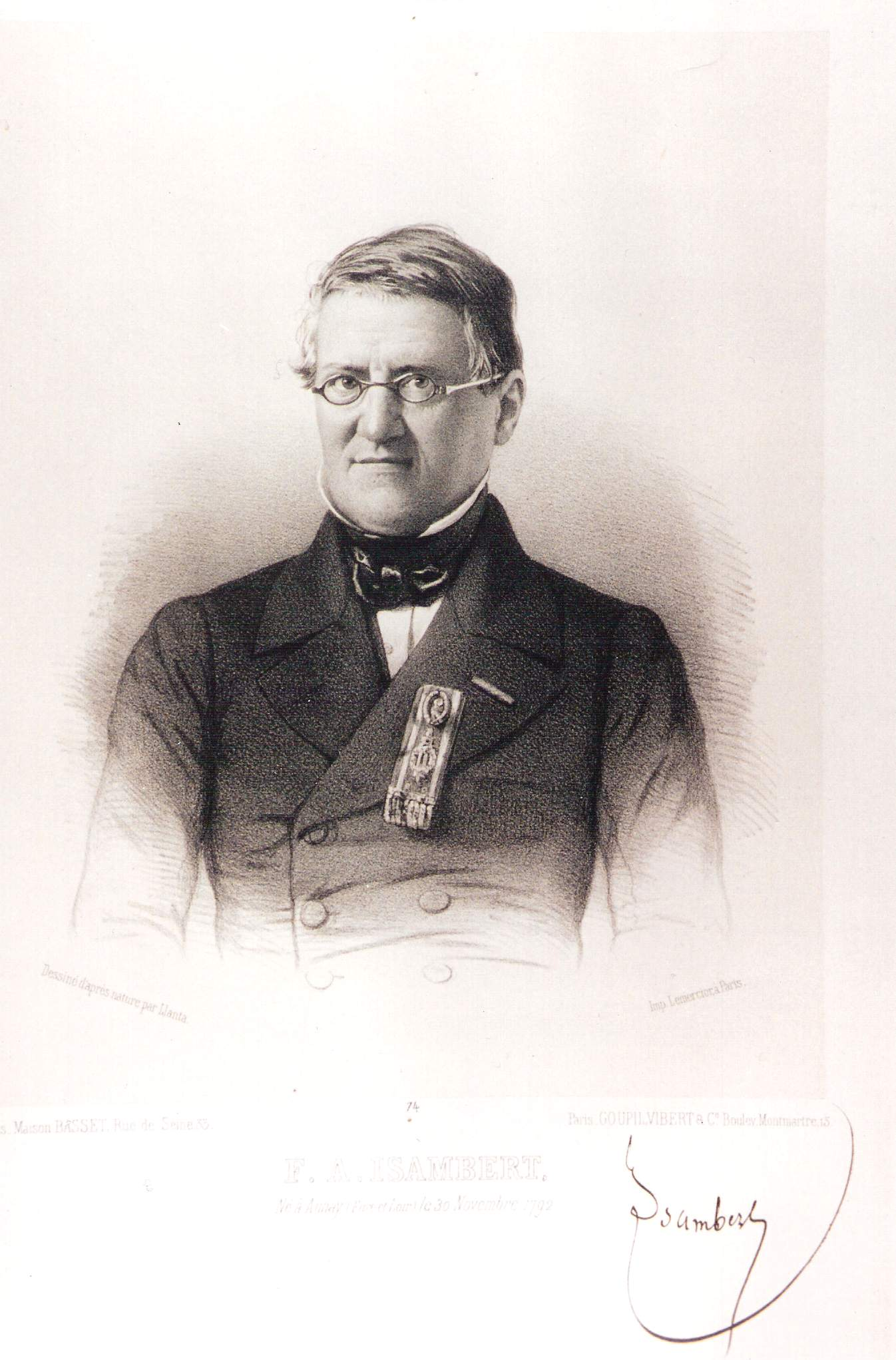
François-André Isambert.

### Assemblée nationale législative (1849-1851)

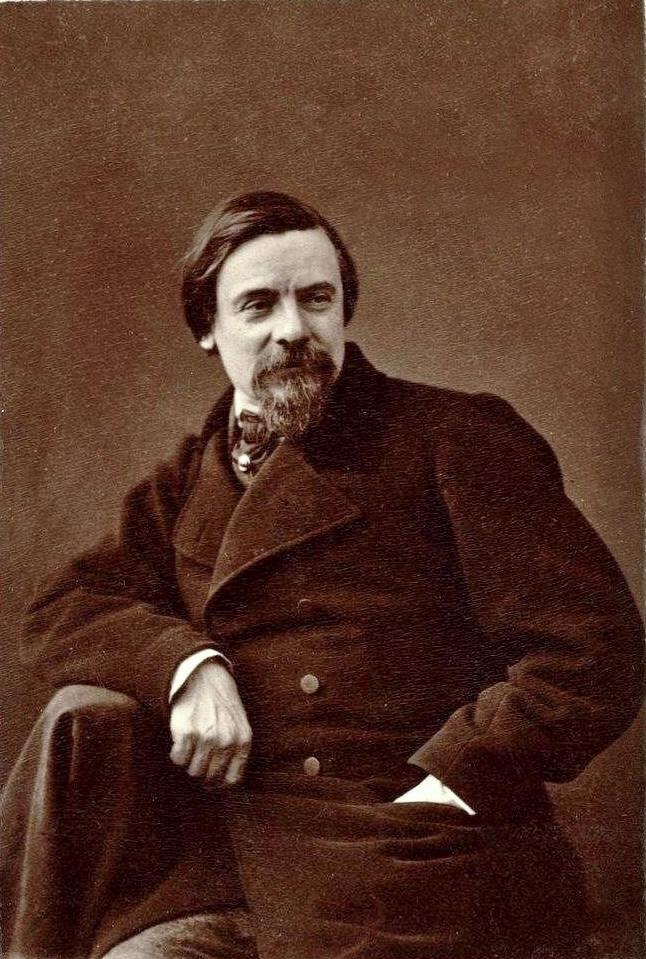
Noël Parfait par Nadar.

L'Assemblée nationale législative est issue de l'élection du 13 mai 1849 ; l'Eure-et-Loir compte 84 674 inscrits et 63 593 votants, le taux de participation étant de 75 %.
| Rang | Député                                                                                     | Parti             | Nombre de voix | % des votants |
| ---- | ------------------------------------------------------------------------------------------ | ----------------- | -------------- | ------------- |
| 1    | Eugène Casimir Lebreton                                                                    | Droite            | 45 335         | 71 %          |
| 2    | Napoléon Joseph Ney (opte pour la Moselle) Frédéric Briffault (élection du 8 juillet 1849) | Bonapartiste      | 26 905 -       | 42 % -        |
| 3    | Noël Parfait                                                                               | Montagnard        | 22 870         | 40 %          |
| 4    | Antoine Auguste Barthélémy                                                                 | Gauche            | 21 953         | 35 %          |
| 5    | Jacques-Gervais Subervie                                                                   | Gauche modérée    | 21 709         | 34 %          |
| 6    | Bernard Desmousseaux de Givré                                                              | Droite orléaniste | 21 117         | 33 %          |

## Second Empire (1852-1871)

### Irelégislature (1852-1857)

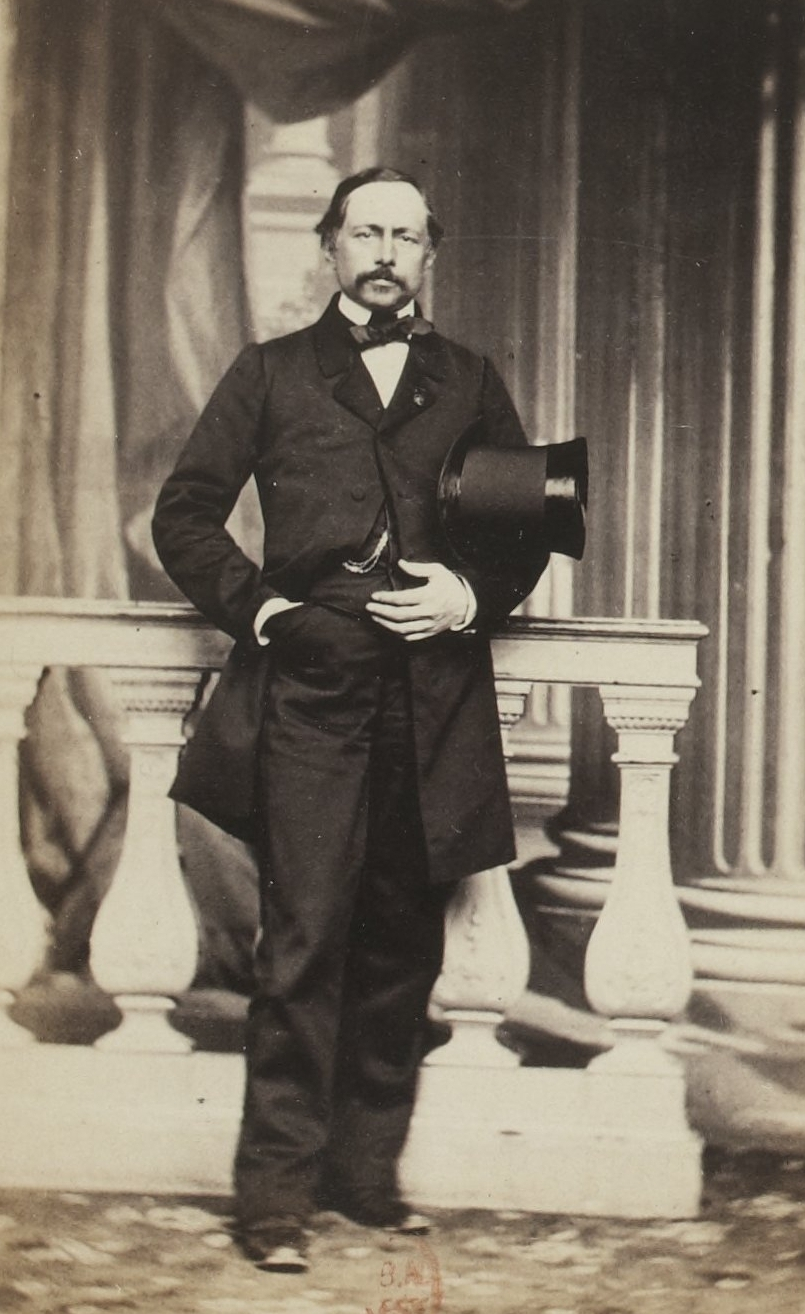
Le vicomte Reille.

Lors de l'avènement du Second Empire, le scrutin uninominal majoritaire à deux tours par arrondissement est adopté de préférence au scrutin de liste en vigueur sous la Deuxième République. Parmi les dispositions les plus innovatrices et remarquées figure celle qui établit les bureaux de vote dans chaque commune, et non plus au chef-lieu de canton, comme c'était le cas depuis 1848.
Date : 29 février 1852
| Circonscription                    | Député                                                            | Parti               | Voix          | Votants       | Inscrits      | Commentaire                                       |
| ---------------------------------- | ----------------------------------------------------------------- | ------------------- | ------------- | ------------- | ------------- | ------------------------------------------------- |
| 1re circonscription d'Eure-et-Loir | Charles d'Argent de Deux-Fontaines Gustave-Charles-Prosper Reille | Majorité dynastique | 19 417 23 272 | 28 017 24 256 | 44 061 42 756 | Décès en octobre 1852 Élection du 30 janvier 1853 |
| 2e circonscription d'Eure-et-Loir  | Pierre Normand                                                    | Majorité dynastique | 23 694        | 29 429        | 42 062        |                                                   |

### IIelégislature (1857-1863)
| Circonscription                    | Député                         | Parti               | Commentaire |
| ---------------------------------- | ------------------------------ | ------------------- | ----------- |
| 1re circonscription d'Eure-et-Loir | Gustave-Charles-Prosper Reille | Majorité dynastique |             |
| 2e circonscription d'Eure-et-Loir  | Pierre Normand                 | Majorité dynastique |             |

### IIIelégislature (1863-1869)
| Circonscription                    | Député                         | Parti               | Commentaire |
| ---------------------------------- | ------------------------------ | ------------------- | ----------- |
| 1re circonscription d'Eure-et-Loir | Gustave-Charles-Prosper Reille | Majorité dynastique |             |
| 2e circonscription d'Eure-et-Loir  | Eugène Casimir Lebreton        | Majorité dynastique |             |

### IVelégislature (1869-1870)
| Circonscription                    | Député                         | Parti        | Commentaire |
| ---------------------------------- | ------------------------------ | ------------ | ----------- |
| 1re circonscription d'Eure-et-Loir | Gustave-Charles-Prosper Reille | Centre droit |             |
| 2e circonscription d'Eure-et-Loir  | Eugène Casimir Lebreton        | Centre droit |             |

## IIIeRépublique (1871-1942)
La IIIe République s'étend sur plus de 70 ans et comprend le nombre record (en 2021) de 16 législatures.

### Assemblée nationale (1871 - 1876)

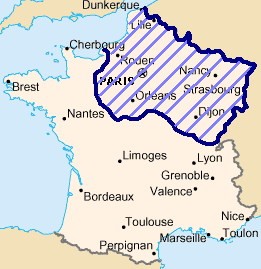
Occupation allemande de 1871.

En Eure-et-Loir, ces élections se sont déroulées, sous occupation allemande, le 8 février 1871 au scrutin de liste majoritaire départemental à un tour, en reprenant l'essentiel des dispositions de la loi électorale du 15 mars 1849 : la liste arrivée en tête remporte l'intégralité des sièges à pourvoir dans le département[réf. nécessaire]. Les candidatures multiples sont autorisées : un même candidat peut se présenter dans plusieurs départements différents.
Pour 85 164 inscrits et 54 301 votants, soit une participation de 64 %, le nombre de voix pour chaque candidat élu est, par ordre décroissant :
1. Jules-Jacques Delacroix, Centre gauche : 46 362 voix[80] ;
2. Léon Vingtain, Centre droit : 35 673 voix[81] ;
3. Amédée Lefèvre-Pontalis, Union des droites : 27 964 voix[82] ;
4. Laurent-François de Gouvion-Saint-Cyr, Centre droit : 26 308 voix[83] ;
5. Théophile de Pontoi-Pontcarré, Union des droites : 22 466 voix[84] ;
6. Noël Parfait, Gauche républicaine : 22 466 voix[75].

### Irelégislature (1876 - 1877)
L'arrondissement de Chartres comptant plus de 100 000 habitants, deux circonscriptions électorales sont créées dans cet arrondissement administratif.
Dates : 20 février 1876 et 5 mars 1876
| Circonscription                    | Identité                | Parti               | Commentaires         |
| ---------------------------------- | ----------------------- | ------------------- | -------------------- |
| 1re circonscription de Chartres    | Noël Parfait            | Gauche républicaine |                      |
| 2e circonscription de Chartres     | Pol Maunoury            | Union républicaine  |                      |
| Arrondissement de Dreux            | Ferdinand Gatineau      | Union républicaine  | Élu au deuxième tour |
| Arrondissement de Châteaudun       | Pierre Dreux            | Centre gauche       |                      |
| Arrondissement de Nogent-le-Rotrou | Charles-Adolphe Truelle | Gauche républicaine |                      |

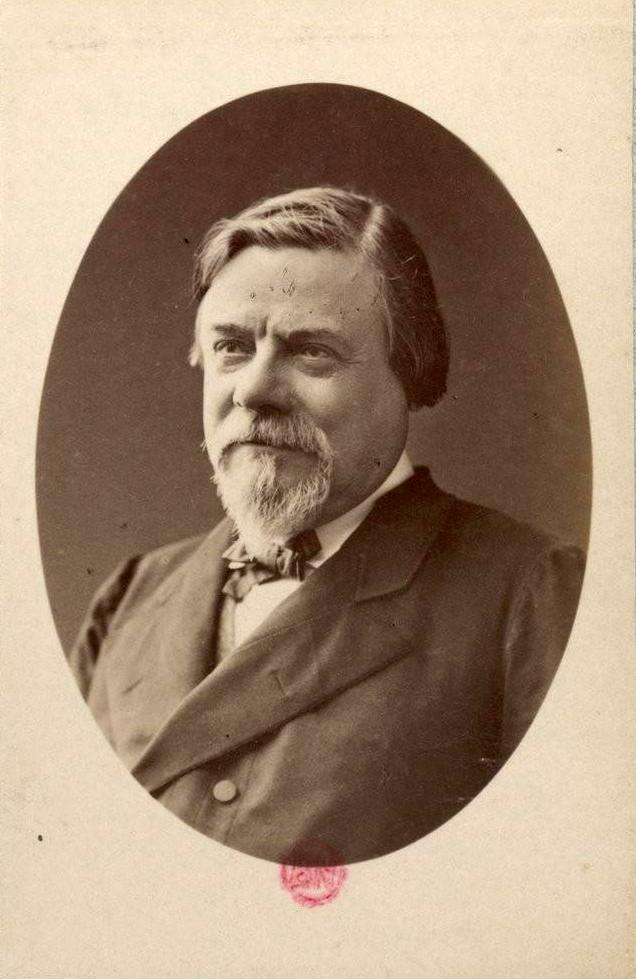
Noël Parfait.
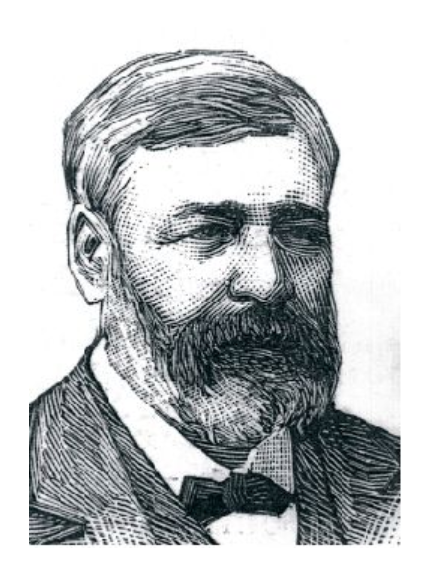
Pol Maunoury.
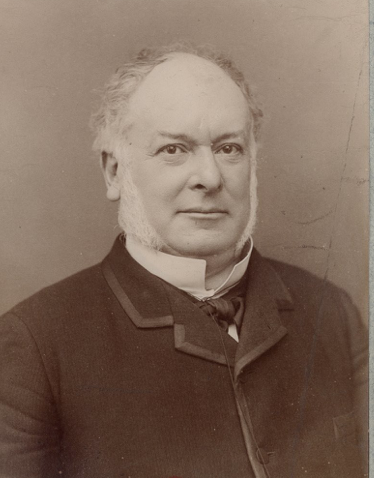
Ferdinand Gatineau.
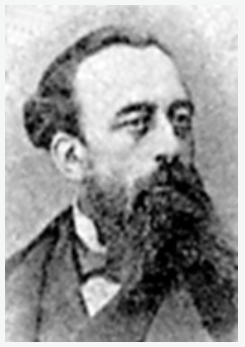
Pierre Dreux.
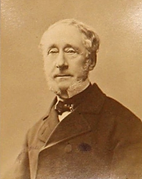
Charles-Adolphe Truelle.

### IIelégislature (1877 - 1881)
| Circonscription                    | Identité                | Parti               | Commentaire |
| ---------------------------------- | ----------------------- | ------------------- | ----------- |
| 1re circonscription de Chartres    | Noël Parfait            | Union républicaine  |             |
| 2e circonscription de Chartres     | Pol Maunoury            | Union républicaine  |             |
| Arrondissement de Dreux            | Ferdinand Gatineau      | Union républicaine  |             |
| Arrondissement de Châteaudun       | Pierre Dreux            | Centre gauche       |             |
| Arrondissement de Nogent-le-Rotrou | Charles-Adolphe Truelle | Gauche républicaine |             |

### IIIelégislature (1881 - 1885)
| Circonscription                    | Identité                | Parti               | Commentaires |
| ---------------------------------- | ----------------------- | ------------------- | ------------ |
| 1re circonscription de Chartres    | Noël Parfait            | Union républicaine  |              |
| 2e circonscription de Chartres     | Pol Maunoury            | Union républicaine  |              |
| Arrondissement de Dreux            | Ferdinand Gatineau      | Gauche radicale     |              |
| Arrondissement de Châteaudun       | Pierre Dreux            | Centre gauche       |              |
| Arrondissement de Nogent-le-Rotrou | Charles-Adolphe Truelle | Gauche républicaine |              |

### IVelégislature (1885 - 1889)

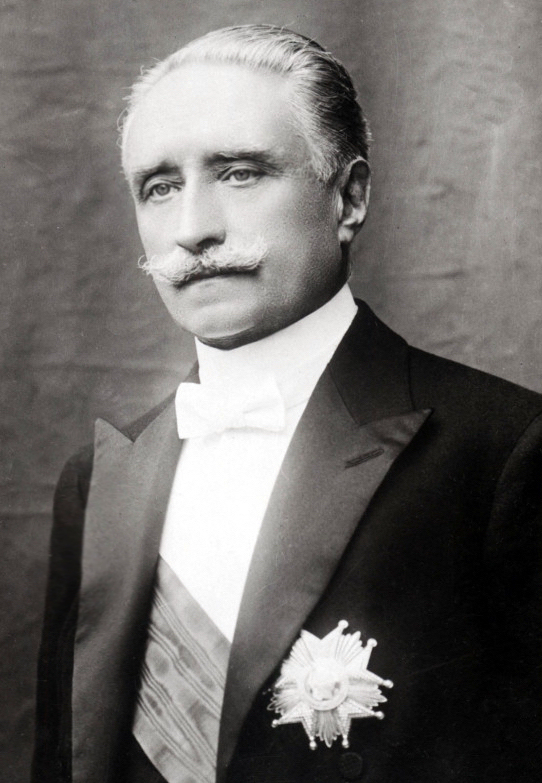
Portait officiel de Paul Deschanel, président de la République en 1920.

Le mode de scrutin de ces législatives a été changé par le gouvernement de Jules Ferry (loi du 16 juin 1885) : un vote de liste à la majorité à deux tours est utilisé. C'est une expérience de courte durée puisque l'on en revient au précédent système (loi du 13 février 1889) dès les élections suivantes.

Le nombre de députés représentant l'Eure-et-Loir est réduit de cinq à quatre.
- Premier tour du 4 octobre 1885 :
  - Liste des républicains modérés ou « opportunistes », Émile Millochau, élu à la majorité absolue avec 34 857 voix, soit 55 % des votants ; il rejoint le groupe parlementaire de l'Union républicaine où il siégera encore durant les deux législatures suivantes[89] ;
- Second tour du 18 octobre 1885, sont élus sur la liste d'union des républicains :

1. Pol Maunoury, 37 644 voix, soit 58,9 % des votants (dernier mandat), groupe de l'Union républicaine où il siège depuis 1876[85] ;
2. Paul Deschanel, 37 605 voix, soit 58,8 % des votants (premier des huit mandats suivants, futur président de la République en 1920), groupe de l'Union républicaine[90] ;
3. Noël Parfait, 37 330 voix, soit 58,3 % des votants (sixième mandat sur sept), groupe de Républicains de gauche[75].

### Velégislature (1889 - 1893)
| Circonscription                    | Identité         | Parti                  | Commentaires |
| ---------------------------------- | ---------------- | ---------------------- | ------------ |
| 1re circonscription de Chartres    | Noël Parfait     | Républicains de gauche |              |
| 2e circonscription de Chartres     | Émile Millochau  | Union républicaine     |              |
| Arrondissement de Dreux            | Louis Terrier    | Centre gauche          |              |
| Arrondissement de Châteaudun       | Gustave Isambert | Républicain            |              |
| Arrondissement de Nogent-le-Rotrou | Paul Deschanel   | Union républicaine     |              |

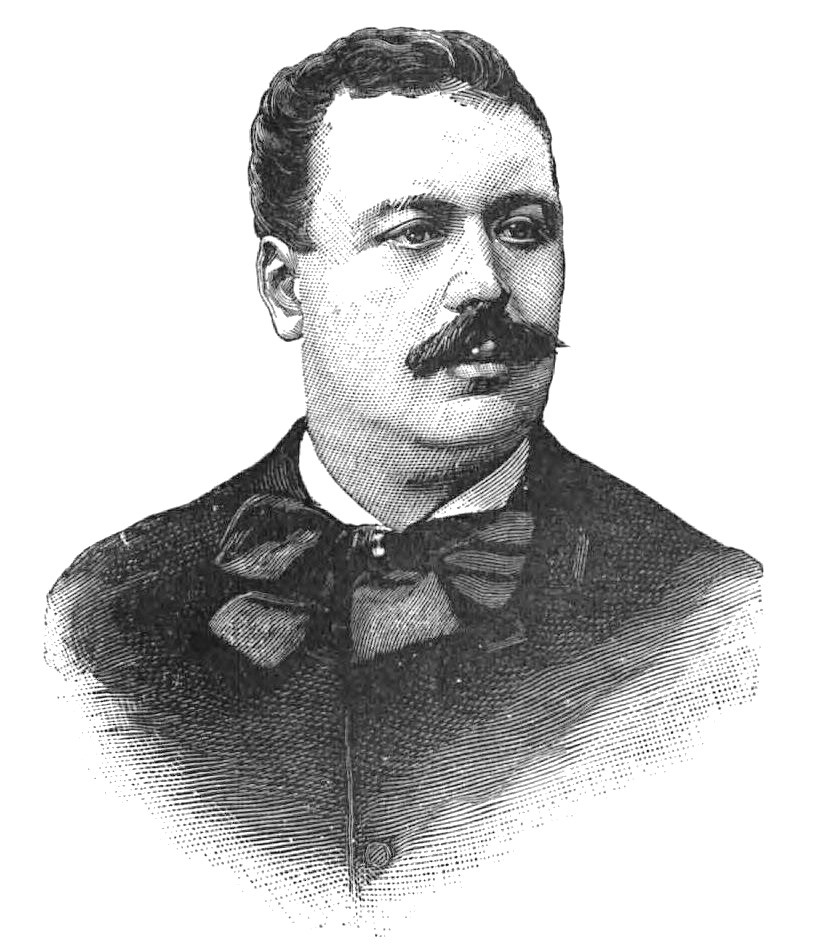
Louis Terrier.

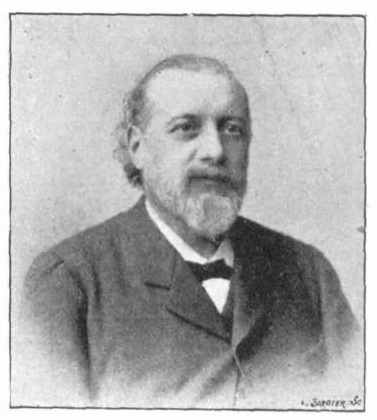
Gustave Isambert, 1901.

Source : journal Le Temps du 24 septembre et du 8 octobre 1889 sur Gallica,.

### VIelégislature (1893 - 1898)
| Circonscription                    | Identité                                                          | Parti              |
| ---------------------------------- | ----------------------------------------------------------------- | ------------------ |
| 1re circonscription de Chartres    | Gustave Lhopiteau                                                 | Radical            |
| 2e circonscription de Chartres     | Émile Millochau                                                   | Union républicaine |
| Arrondissement de Dreux            | Louis Terrier (1893-mort en 1895) Louis-Victor Dubois (1895-1898) | Centre gauche      |
| Arrondissement de Châteaudun       | Gustave Isambert                                                  | Union démocratique |
| Arrondissement de Nogent-le-Rotrou | Paul Deschanel                                                    | Union républicaine |

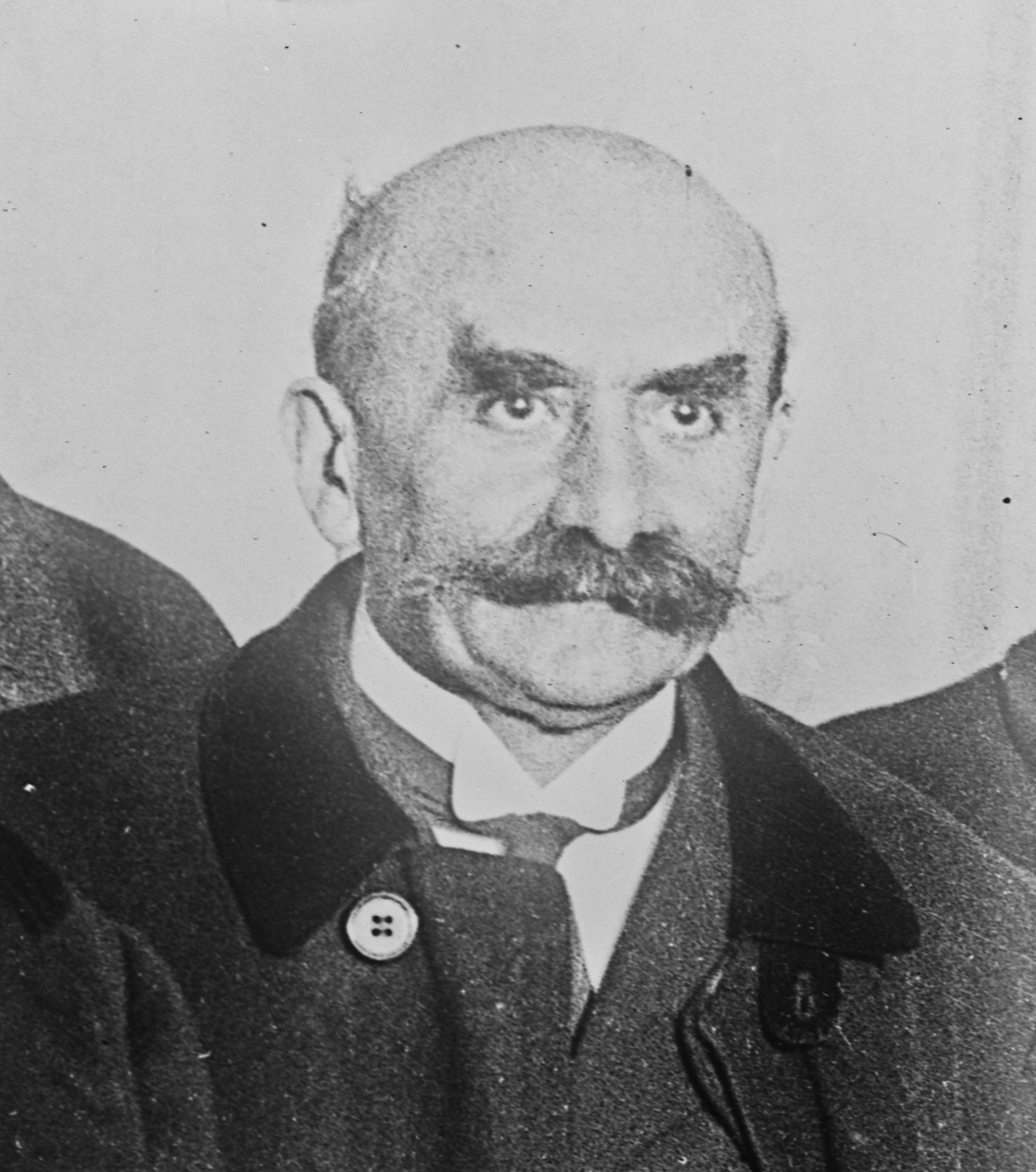
Gustave Lhopiteau.

Source : journal Le Temps du 22 août et du 5 septembre 1893 sur Gallica,.

### VIIelégislature (1898 - 1902)
| Circonscription                    | Identité            | Parti                            |
| ---------------------------------- | ------------------- | -------------------------------- |
| 1re circonscription de Chartres    | Gustave Lhopiteau   | Radical                          |
| 2e circonscription de Chartres     | Émile Bordier       | Républicain                      |
| Arrondissement de Dreux            | Louis-Victor Dubois | Républicain                      |
| Arrondissement de Châteaudun       | Gustave Isambert    | Républicain (Union démocratique) |
| Arrondissement de Nogent-le-Rotrou | Paul Deschanel      | Union républicaine               |

Source : journal Le Temps du 10 mai et du 24 mai 1898 sur Gallica,.

### VIIIelégislature (1902 - 1906)
| Circonscription                    | Identité                                           | Parti                      |
| ---------------------------------- | -------------------------------------------------- | -------------------------- |
| 1re circonscription de Chartres    | Gustave Lhopiteau                                  | Républicains de gauche     |
| 2e circonscription de Chartres     | Ambroise de Saint-Pol                              | Républicains nationalistes |
| Arrondissement de Dreux            | Maurice Viollette                                  | Socialistes                |
| Arrondissement de Châteaudun       | Louis Baudet                                       | Gauche radicale            |
| Arrondissement de Nogent-le-Rotrou | Paul Deschanel Président de la Chambre des Députés | Républicains progressistes |

Source : journal Le Temps du 29 avril et du 13 mai 1902 sur Gallica,.

### IXelégislature (1906 - 1910)
| Circonscription                    | Identité              | Parti                          |
| ---------------------------------- | --------------------- | ------------------------------ |
| 1re circonscription de Chartres    | Gustave Lhopiteau     | Union démocratique Radical     |
| 2e circonscription de Chartres     | Ambroise de Saint-Pol | Républicain Action libérale    |
| Arrondissement de Dreux            | Maurice Viollette     | Socialistes parlementaires     |
| Arrondissement de Châteaudun       | Louis Baudet          | Gauche radicale                |
| Arrondissement de Nogent-le-Rotrou | Paul Deschanel        | Républicain Union démocratique |

Sources : Journal Le Temps du 6 et du 22 mai 1906 sur Gallica - ,.

### Xelégislature (1910 - 1914)
| Circonscription                    | Identité                               | Parti                  | Commentaires                                                               |
| ---------------------------------- | -------------------------------------- | ---------------------- | -------------------------------------------------------------------------- |
| 1re circonscription de Chartres    | Gustave Lhopiteau Élu sénateur en 1912 | Gauche démocratique    | Remplacé par Gabriel Maunoury, Républicain progressiste, élu le 5 mai 1912 |
| 2e circonscription de Chartres     | Maurice Maunoury                       | Gauche radicale        |                                                                            |
| Arrondissement de Dreux            | Maurice Viollette                      | Républicain socialiste |                                                                            |
| Arrondissement de Châteaudun       | Louis Baudet Élu sénateur en 1912      | Gauche démocratique    | Remplacé par Henri Mignot-Bozérian, Gauche démocratique, élu le 5 mai 1912 |
| Arrondissement de Nogent-le-Rotrou | Paul Deschanel                         | Gauche démocratique    | Président de la Chambre des Députés                                        |

Sources : Journal Le Temps du 24 avril et du 8 mai 1910 sur Gallica - ,.

### XIelégislature (1914 - 1919)
Les élections ont lieu les 26 avril et 10 mai 1914. Elles se déroulent au scrutin uninominal à deux tours par arrondissements (loi du 13 février 1889).
Le nombre d'électeurs inscrits est de 80 024, le nombre de votants 65 006, soit une participation de 81 %.
| Circonscription                    | Identité                          | Parti                                            | Commentaires |
| ---------------------------------- | --------------------------------- | ------------------------------------------------ | ------------ |
| 1re circonscription de Chartres    | Gabriel Maunoury,                 | Fédération républicaine                          |              |
| 2e circonscription de Chartres     | Maurice Maunoury, (deuxième tour) | Gauche radicale                                  |              |
| Arrondissement de Dreux            | Maurice Viollette,                | Parti républicain, radical et radical-socialiste |              |
| Arrondissement de Châteaudun       | Henri Mignot-Bozérian,            | Gauche démocratique                              |              |
| Arrondissement de Nogent-le-Rotrou | Paul Deschanel,                   | Républicains de gauche                           |              |

Sources : Journal Le Temps du 28 avril et du 12 mai 1914 sur Gallica - ,.

### XIIelégislature (1919 - 1924)
Les élections législatives du 16 novembre 1919, et éventuellement dans l'hypothèse d'un second tour du 30 novembre 1919, sont organisées selon un scrutin de liste dans le cadre du département : tout candidat obtenant la majorité absolue des suffrages est élu, les sièges restants étant attribués à la représentation proportionnelle à la plus forte moyenne. Elles marquèrent au niveau national la victoire du Bloc national de centre-droit. La nouvelle assemblée fut surnommée « Chambre bleu horizon », en référence à la couleur bleu horizon des uniformes des très nombreux anciens combattants qui y siègeront.
- Liste Paul Deschanel

1. Paul Deschanel, Républicains de gauche, président de la Chambre des Députés, élu président de la République le 17 janvier 1920[90], non remplacé ;
2. Maurice Maunoury, Gauche républicaine démocratique[110] ;

- Liste Gabriel Maunoury

1. Gabriel Maunoury, Entente républicaine démocratique[109] ;
2. François Durand-Béchet, Non-inscrit[123] ;
3. Henri Mignot-Bozérian, Gauche républicaine démocratique[111].

Source : Barodet sur le site de l'Assemblée Nationale - https://bibnum.sciencespo.fr/s/catalogue/ark:/46513/sc16m2kz#?c=&m=&s=&cv=

### XIIIelégislature (1924 - 1928)
Les élections législatives du 11 mai 1924, et éventuellement du 25 mai 1924 dans l'hypothèse d'un second tour, sont organisées selon le système mixte majoritaire-proportionnel dans le cadre du département, adopté par la loi du 12 juillet 1919 et déjà utilisé pour le scrutin précédent. Elles marquèrent au niveau national la victoire du « Cartel des gauches ».
Dans le département, la liste d'union des gauches conduite par Maurice Viollette remporte la majorité absolue des suffrages et les quatre sièges.
Liste d'Union des Gauches de Maurice Viollette :
- Maurice Viollette, groupe Radical et radical-socialiste[103], Président du Conseil Général, maire de Dreux ;
- Émile Peigné, groupe Radical et radical-socialiste[124], Conseiller général, maire de Bonneval ;
- Auguste Rodhain, groupe Radical et radical-socialiste[125], Conseiller général du canton de La Loupe, maire de Fontaine-Simon ;
- Henri Triballet, groupe Républicain socialiste et socialiste français[126], maire de Nogent-sur-Eure.

Source : Barodet sur le site de l'Assemblée Nationale - https://bibnum.sciencespo.fr/s/catalogue/ark:/46513/sc16m1m0#?c=&m=&s=&cv=

### XIVelégislature (1928 - 1932)
La loi électorale, changée en juillet 1927 revient au système en vigueur de 1889 à 1919 : le scrutin uninominal à deux tours par arrondissements. Elle demeurera jusqu'à la fin de la Troisième République.

Par ailleurs, un décret-loi a supprimé le 10 septembre 1926 l'arrondissement de Nogent-le-Rotrou,, réduisant le nombre de sièges de députés de cinq à quatre.
| Circonscription                 | Identité                               | Parti                                                 | Commentaires                                                     |
| ------------------------------- | -------------------------------------- | ----------------------------------------------------- | ---------------------------------------------------------------- |
| 1re circonscription de Chartres | Auguste Rodhain                        | Parti républicain, radical et radical-socialiste      |                                                                  |
| 2e circonscription de Chartres  | Henri Triballet                        | Parti républicain-socialiste                          |                                                                  |
| Arrondissement de Dreux         | Maurice Viollette Élu sénateur en 1930 | Parti républicain-socialiste Puis Gauche démocratique | remplacé par Raymond Albert Bérenger, SFIO, élu le 31.03/1930    |
| Arrondissement de Châteaudun    | Émile Peigné Mort en 1929              | Parti républicain, radical et radical-socialiste      | remplacé par Jules Mitton, Radical-socialiste, élu le 08.12.1929 |

Source : Élections législatives 22-29 avril 1928 de Georges Lachapelle - https://gallica.bnf.fr/ark:/12148/bpt6k320439r.texteImage#

### XVelégislature (1932 - 1936)
| Circonscription                 | Identité                | Parti                                            | Commentaires |
| ------------------------------- | ----------------------- | ------------------------------------------------ | ------------ |
| 1re circonscription de Chartres | Jean Deschanel          | Indépendants de gauche                           |              |
| 2e circonscription de Chartres  | Henri Triballet         | Parti socialiste français                        |              |
| Arrondissement de Dreux         | Raymond Albert Bérenger | Parti socialiste français                        |              |
| Arrondissement de Châteaudun    | Jules Mitton            | Parti républicain, radical et radical-socialiste |              |

### XVIelégislature (1936 - 1942)
Dates : 1er juin 1936 - 31 mai 1942
| Circonscription                 | Identité                | Parti                                            | Commentaires |
| ------------------------------- | ----------------------- | ------------------------------------------------ | ------------ |
| 1re circonscription de Chartres | Jean Deschanel          | Gauche démocratique et radicale indépendante     |              |
| 2e circonscription de Chartres  | Henri Triballet         | Union socialiste républicaine                    |              |
| Arrondissement de Dreux         | Raymond Albert Bérenger | Union socialiste républicaine                    |              |
| Arrondissement de Châteaudun    | Jules Mitton            | Parti républicain, radical et radical-socialiste |              |

## IVeRépublique (1945-1958)
La IVe République comprend 2 assemblées constituantes et 3 législatures.

### IreAssemblée constituante 1945 - 1946
Date : 21 octobre 1945, 155 464 inscrits, 125 342 votants, 120 899 suffrages exprimés.
1. Pierre July, « Liste résistante d'action républicaine », 31 837 voix[132] ;
2. Maurice Genest, communiste, 24 748 voix[133] ;
3. Maurice Viollette, radical et radical-socialiste, 23 539 voix[103] ;
4. Émile Vivier, socialiste, 23 296 voix[134].

### IIeAssemblée constituante 1946 - 1946
- Maurice Genest[133] ;
- Pierre July[132] ;
- Maurice Viollette, Union démocratique et socialiste de la Résistance[103] ;
- Émile Vivier[134].

### Irelégislature 1946 - 1951
- Maurice Fredet[135] ;
- Maurice Genest[133] ;
- Pierre July[132] ;
- Maurice Viollette, Union démocratique et socialiste de la Résistance[103].

### IIelégislature 1951 - 1955
- Maurice Fredet[135] ;
- Pierre July[132] ;
- Georges Rastel, invalidé en décembre 1951[136],[Note 5] ; François Levacher élu en 1952[137].
- Maurice Viollette, Parti républicain, radical et radical-socialiste[103].

### IIIelégislature 1956 - 1958
- Guy Cupfer[138] ;
- Edmond Desouches[139] ;
- Pierre July[132] ;
- Maurice Perche[140].

## VeRépublique (depuis 1958)

### IreLégislature 1958 - 1962
Cette nouvelle répartition des circonscriptions électorales est le premier découpage depuis le Second Empire à supprimer toute référence à l'arrondissement.
Afin de pallier l'instabilité de la Quatrième République, le mode de scrutin utilisé est le scrutin uninominal majoritaire à deux tours.
| Circonscription     | Identité          | Parti   | Suppléant(e)              |
| ------------------- | ----------------- | ------- | ------------------------- |
| 1re circonscription | Edmond Desouches  | Radical | Roger Gommier             |
| 2e circonscription  | Edmond Thorailler | UNR     | Marcel Lechesne           |
| 3e circonscription  | Michel Hoguet     | UNR     | Paul de Ponton d'Amécourt |

### IIeLégislature 1962 - 1967
| Circonscription     | Identité          | Parti   | Suppléant(e)              |
| ------------------- | ----------------- | ------- | ------------------------- |
| 1re circonscription | Edmond Desouches  | Radical | Roger Gommier             |
| 2e circonscription  | Edmond Thorailler | UNR     | Raoul Blavat              |
| 3e circonscription  | Michel Hoguet     | UNR     | Paul de Ponton d'Amécourt |

### IIIeLégislature 1967 - 1968
| Circonscription     | Identité         | Parti        | Suppléant(e)              | Autres mandats                                                  |
| ------------------- | ---------------- | ------------ | ------------------------- | --------------------------------------------------------------- |
| 1re circonscription | Edmond Desouches | FGDS-Radical | Michel Castaing           | Conseiller général, maire de Lucé                               |
| 2e circonscription  | Émile Vivier     | FGDS-SFIO    | Maurice Legendre          | Président du Conseil général, maire de Châteauneuf-en-Thymerais |
| 3e circonscription  | Michel Hoguet    | UDR          | Paul de Ponton d'Amécourt |                                                                 |

### IVeLégislature 1968 - 1973
| Circonscription     | Identité          | Parti | Suppléant(e)              |
| ------------------- | ----------------- | ----- | ------------------------- |
| 1re circonscription | Claude Gerbet     | RI    | Dr Étienne Bernier        |
| 2e circonscription  | Edmond Thorailler | UDR   | Martial Taugourdeau       |
| 3e circonscription  | Michel Hoguet     | UDR   | Paul de Ponton d'Amécourt |

### VeLégislature 1973 - 1978
| Circonscription     | Identité         | Parti | Suppléant(e)     |
| ------------------- | ---------------- | ----- | ---------------- |
| 1re circonscription | Claude Gerbet    | RI    | Roger Quidet     |
| 2e circonscription  | Maurice Legendre | PS    | Raymond Bataille |
| 3e circonscription  | Maurice Dousset  | RI    | Patrick Hoguet   |

### VIeLégislature 1978 - 1981
| Circonscription     | Identité            | Parti  | Suppléant(e)         |
| ------------------- | ------------------- | ------ | -------------------- |
| 1re circonscription | Georges Lemoine     | PS     | Jean Gallet          |
| 2e circonscription  | Martial Taugourdeau | RPR    | René-Jean Fontanille |
| 3e circonscription  | Maurice Dousset     | UDF-PR | Patrick Hoguet       |

### VIIeLégislature 1981 - 1986

Couleurs des trois circonscriptions en 1981.

| Circonscription     | Identité          | Parti  | Suppléant(e)   |
| ------------------- | ----------------- | ------ | -------------- |
| 1re circonscription | Georges Lemoine   | PS     | Jean Gallet    |
| 2e circonscription  | Françoise Gaspard | PS     | Jocelyne Petit |
| 3e circonscription  | Maurice Dousset   | UDF-PR | Patrick Hoguet |

### VIIIeLégislature 1986 - 1988
Pour la première fois sous la cinquième république, ces élections se sont déroulées au scrutin proportionnel plurinominal à un tour sur listes départementales. À partir de cette date, les circonscriptions d'Eure-et-Loir sont au nombre de quatre.
- Georges Lemoine (PS) [146]
- Martial Taugourdeau (RPR) [148]
- Françoise Gaspard (PS) [149]
- Maurice Dousset (UDF) [145]

### IXeLégislature 1988 - 1993
| Circonscription     | Identité                                                          | Parti           | Suppléant(e)                                     | Commentaires                            |
| ------------------- | ----------------------------------------------------------------- | --------------- | ------------------------------------------------ | --------------------------------------- |
| 1re circonscription | Georges Lemoine                                                   | PS              | Éric Brétillard                                  |                                         |
| 2e circonscription  | Martial Taugourdeau (1988-1989) Marie-France Stirbois (1989-1993) | RPR Non inscrit | Michel Lethuillier (suppléant de M. Taugourdeau) | Élu sénateur en 1989 Élection partielle |
| 3e circonscription  | Bertrand Gallet                                                   | PS              | James Benoist                                    |                                         |
| 4e circonscription  | Maurice Dousset                                                   | UDF             | Bruno Paillet                                    |                                         |

### XeLégislature 1993-1997
| Circonscription     | Identité        | Parti | Suppléant      |
| ------------------- | --------------- | ----- | -------------- |
| 1re circonscription | Gérard Cornu    | RPR   | René Gallas    |
| 2e circonscription  | Gérard Hamel    | RPR   | Guy Naveau     |
| 3e circonscription  | Patrick Hoguet  | UDF   | Jacques Lecœur |
| 4e circonscription  | Maurice Dousset | UDF   | Joël Billard   |

### XIeLégislature 1997-2002
| Circonscription     | Identité                                               | Parti     | Suppléant        |
| ------------------- | ------------------------------------------------------ | --------- | ---------------- |
| 1re circonscription | Georges Lemoine                                        | PS        | Catherine Pesnot |
| 2e circonscription  | Gérard Hamel                                           | UMP       | Guy Naveau       |
| 3e circonscription  | François Huwart (1997-1999) Jacky Jaulneau (1999-2002) | PRG PS    | Jacky Jaulneau - |
| 4e circonscription  | Marie-Hélène Aubert                                    | Les Verts | Serge Fauve      |

N.B. : François Huwart, élu député de la troisième circonscription en 1997, est nommé secrétaire d'État en juillet 1999. Son suppléant, Jacky Jaulneau (PS) devient donc député de juillet 1999 à la fin de la législature.

### XIIeLégislature 2002-2007
| Circonscription     | Identité                                               | Parti   | Suppléant                    |
| ------------------- | ------------------------------------------------------ | ------- | ---------------------------- |
| 1re circonscription | Jean-Pierre Gorges                                     | UMP     | Christian Paul-Loubière      |
| 2e circonscription  | Gérard Hamel                                           | UMP     | Chantal Deseyne              |
| 3e circonscription  | Patrick Hoguet (2002-2003) François Huwart (2003-2007) | UMP PRG | Anthony Blanc Jacky Jaulneau |
| 4e circonscription  | Alain Venot                                            | UMP     | Brigitte Lidôme              |

N.B. : Patrick Hoguet (UMP) est élu député en juin 2002 dans la 3e circonscription. Son élection est invalidée en 2003 et il est déclaré inéligible. François Huwart est élu en 2003 à la suite d'une élection législative partielle.

### XIIIeLégislature 2007-2012
| Circonscription     | Identité                                                                         | Parti      | Suppléant                                                   |
| ------------------- | -------------------------------------------------------------------------------- | ---------- | ----------------------------------------------------------- |
| 1re circonscription | Jean-Pierre Gorges (2007) Françoise Vallet (2008) Jean-Pierre Gorges (2008-2012) | UMP PS UMP | Christian Paul-Loubière David Lebon Christian Paul-Loubière |
| 2e circonscription  | Gérard Hamel                                                                     | UMP        | Chantal Deseyne                                             |
| 3e circonscription  | Laure de La Raudière                                                             | UMP        | Jean-François Nomblot                                       |
| 4e circonscription  | Philippe Vigier                                                                  | NC         | Marc Guerrini                                               |

N.B. : Jean-Pierre Gorges (UMP) est élu député en juin 2007 sur la 1re circonscription. Il a pour suppléant Christian Paul-Loubière. Son élection est annulée en novembre 2007. Françoise Vallet (PS) (suppléant : David Lebon) est élue en février 2008 à la suite d'une élection législative partielle. Ce scrutin est annulé le 26 juin 2008 et Françoise Vallet déclarée inéligible pour un an. Une nouvelle élection législative, remportée par Jean-Pierre Gorges, s'est tenue les 7 et 14 septembre 2008.

### XIVeLégislature 2012-2017
| Circonscription     | Identité             | Parti | Suppléant         |
| ------------------- | -------------------- | ----- | ----------------- |
| 1re circonscription | Jean-Pierre Gorges   | UMP   | Mireille Éloy     |
| 2e circonscription  | Olivier Marleix      | UMP   | Christelle Minard |
| 3e circonscription  | Laure de La Raudière | UMP   | Éric Gérard       |
| 4e circonscription  | Philippe Vigier      | NC    | Marc Guerrini     |

### XVeLégislature 2017-2022
| Circonscription     | Identité                                                | Parti | Suppléant               |
| ------------------- | ------------------------------------------------------- | ----- | ----------------------- |
| 1re circonscription | Guillaume Kasbarian                                     | LREM  | Véronique de Montchalin |
| 2e circonscription  | Olivier Marleix                                         | LR    | Christelle Minard       |
| 3e circonscription  | Laure de La Raudière (2017-2021) Luc Lamirault (2021- ) | Agir  | Luc Lamirault -         |
| 4e circonscription  | Philippe Vigier                                         | UDI   | Marc Guerrini           |

### XVIeLégislature 2022-2024
| Circonscription     | Identité            | Parti    | Suppléant               | Autre mandat                               |
| ------------------- | ------------------- | -------- | ----------------------- | ------------------------------------------ |
| 1re circonscription | Guillaume Kasbarian | LREM     | Véronique de Montchalin |                                            |
| 2e circonscription  | Olivier Marleix     | LR       | Christelle Minard       |                                            |
| 3e circonscription  | Luc Lamirault       | Horizons | Hervé Buisson           |                                            |
| 4e circonscription  | Philippe Vigier     | MoDem    | Laurent Leclercq        | Conseiller régional du Centre-Val de Loire |

Laurent Leclercq remplace Philippe Vigier, nommé membre du gouvernement, du 21 août 2023 au 11 février 2024 .

### XVIIeLégislature 2024-
| Circonscription     | Identité            | Parti       | Suppléant         | Autre mandat                               |
| ------------------- | ------------------- | ----------- | ----------------- | ------------------------------------------ |
| 1re circonscription | Guillaume Kasbarian | RE (ENS)    | Isabelle Mesnard  |                                            |
| 2e circonscription  | Olivier Marleix     | LR          | Christelle Minard |                                            |
| 3e circonscription  | Harold Huwart       | PRV (ENS)   | Éric Gérard       | Conseiller régional du Centre-Val de Loire |
| 4e circonscription  | Philippe Vigier     | MoDem (ENS) | Laurent Leclercq  | Conseiller régional du Centre-Val de Loire |

Christelle Minard, maire de Tremblay-les-Villages, remplace Olivier Marleix suite à son décès survenu le 7 juillet 2025,.